# KeeWeb
KeeWeb ist ein freier und quelloffener Passwort-Manager, der mit KeePass kompatibel ist und als Webversion sowie als Desktop-Apps verfügbar ist. Das zugrunde liegende Dateiformat ist KDBX (KeePass-Datenbankdatei).

## Technologie
KeeWeb ist in JavaScript geschrieben und nutzt WebCrypto und WebAssembly, um Passwortdateien im Browser zu verarbeiten, ohne sie auf einen Server hochladen zu müssen. Es kann Dateien mit beliebten Filehosting-Diensten synchronisieren, wie z. B. Dropbox, Google Drive und OneDrive.
KeeWeb ist auch als Electron-Bundle erhältlich, das einer Desktop-App ähnelt. Die Desktop-Version bietet einige Funktionen, die auf der Webversion nicht verfügbar sind:
- automatisches Eintippen von Passwörtern
- Möglichkeit zum Öffnen und Speichern von lokalen Dateien
- Synchronisation mit WebDAV ohne aktiviertes CORS
- Plugins für Browser (Chromium, Firefox, Edge, others) zum automatischen einfügen von Benutzerdaten in Formulare

KeeWeb kann auch als eigenständiger Server bereitgestellt oder als Nextcloud-App installiert werden.

## Rezeption
KeeWeb wurde von Ghacks Technology News im Jahr 2016 als „brandneu“ gelobt, da es die „Mängel einer webbasierten Version“ von KeePass behebt, und von Tech Advisor im Jahr 2020 als „gut gestalteter plattformübergreifender Passwortmanager“ bezeichnet.
Für die Netzwelt ist KeeWeb ein mit KeePass kompatibler Passwort-Manager, der jedoch eine verbesserte Benutzeroberfläche und zusätzliche Funktionen bietet.
Caschys Blog hebt hervor, dass KeeWeb zu KeePass-Datenbanken kompatibel sei und damit für jemanden, der mehrere Betriebssysteme einsetzt gut nutzbar sei. KeeWeb sei schlicht und dennoch ansehnlich.